# José Cabas Galván
José Cabas Galván (Málaga, 15 de abril de 1853 - 14 de abril de 1909) fue un escritor, compositor, pedagogo y organista español.

## Biografía[1]
Hijo de un organista, fue el primero de su numerosa familia en destacar por su labor compositiva. Cabas Galván cursó sus estudios musicales con Eduardo Ocón. A consecuencia de la popularidad de la zarzuela se sentirá atraído por este género musical, logrando su primer éxito con La cieguecita, estrenada en Málaga en 1874. La vocación teatral le llevó a publicar en 1875 la comedia Ante el capricho, el deber, que fue la única obra de este tipo que escribió. También destacó como escritor colaborando con diversos periódicos malagueños.
En 1876 ingresó como profesor de solfeo en la escuela de música de la Sociedad Filarmónica de Málaga fundada por Eduardo Ocón en 1871. En 1880 esta escuela se convertirá en el Real Conservatorio María Cristina, y José Cabas Galván se integrará en su primer claustro de profesores desde el que desarrollará su labor pedagógica, y donde permanecerá hasta su traspaso. En 1894 publicó su Teoría del solfeo, una obra relevante en diversos conservatorios españoles y americanos. En 1901 era catedrático numerario de solfeo, armonía, órgano y auxiliar de Canto, cátedra en posesión de Eugenio Zambelli de la Rosa.
En 1901 fue nombrado director facultativo de la Sociedad Filarmónica de Málaga, un cargo que siempre había estado unido a la dirección del conservatorio (esta relación de dependencia se mantuvo hasta el final de 1931).
Su hermano Juan y dos de sus hijos, José y Rafael Cabas Quiles, también cultivaron la composición musical. Otro de sus hermanos, Tomás, y otro de sus hijos, Tomás Cabas Quiles, fueron intérpretes, el primero actor y cantante y el segundo pianista y violinista. Los tres hermanos y los tres hijos de José Cabas Galván cultivaron la zarzuela, bien como autores, bien como intérpretes.

## Obra[1]

### Música escénica
- La cieguecita
- Los de Albacete
- A la orden, mi coronel
- El amigo de Quevedo
- En la guerra civil
- El observatorio
- El último toro
- Emigrantes para Chile
- Golpes, fajina y retreta
- La cuadrilla del zurdo o Los bandidos de Villatonta
- La suerte de varas
- Los chocolates de Matías López
- Nísperos del Japón
- Pasados por agua

### Música religiosa
- Ave María
- Coplas del Rosario
- Flores a María
- Libera me
- Motete a la Santísima Trinidad
- Salve a la Virgen de la Victoria
- Salve a la Virgen de los Servitas
- Salve Regina

### Orquesta y coro
- Himno al arte
- Himno a la caridad

### Música de cámara
- Trío

### Obras para piano
- Fandanguillo del Perchel
- Fantasía de "Los Hugonotes"
- Fantasía sobre "Roberto il Diavolo"
- Fantasía sobre "Fausto"
- Recuerdos del "Fausto" de Gounod

#### Catálogo IFMuC
El Fondo Musical SEO (Fondos de la iglesia parroquial de San Esteban de Olot, del Archivo Comarcal de la Garrocha) conserva una copia de su Villancet per a 2 veu i acompanyament.